# Эразм Роттердамский
Дезиде́рий Эра́зм, также Эра́зм Роттерда́мский, или просто Эра́зм (лат. Desiderius Erasmus Roterodamus, нидерл. Gerrit Gerritszoon; настоящее имя — Герхард Герхардс, 28 октября 1466[…], Роттердам, Южная Голландия — 12 июля 1536, Базель) — голландский философ

, мыслитель, теолог, библеист, писатель

, переводчик и педагог, прозванный «князем гуманистов». Один из крупнейших представителей Северного Возрождения.
Подготовил одно из изданий греческого оригинала Нового Завета с комментариями, положил начало мирскому критическому исследованию текста Священных писаний. Способствовал возвращению в культурный обиход литературного наследия античности. Писал преимущественно на латыни.
Снискав всеевропейскую славу свободолюбивыми взглядами, Эразм не принял Реформацию и в конце жизни остро полемизировал с Лютером по поводу доктрины свободы воли (которую многие протестанты ставили под сомнение).

## Биография
Герхард Герхардс родился 28 октября 1469 года (по другим версиям — 1467 или 1466 года), в Гауде (20 км от Роттердама) в нынешних Нидерландах. Отец его, принадлежавший к одной из бюргерских фамилий городка Гауда (на перекрёстке дорог Роттердам — Амстердам и Гаага — Утрехт), увлёкся в юности одной девушкой, которая отвечала ему взаимностью. Родители, предопределившие сына к духовной карьере, решительно воспротивились вступлению его в брак. Влюблённые, тем не менее, сблизились, и плодом их связи был сын, которому родители дали имя Гергард, то есть желанный, — имя, из которого, путём обычной в ту пору латинизации и грецизации, был впоследствии образован его двойной литературный псевдоним Desiderius Erasmus, заставивший забыть его настоящее имя.

### Образование
Начальное образование получил в местной начальной школе; оттуда перешёл в Девентер, где поступил в одну из основанных «общежительными братствами» школ, в программы которых входило изучение древних классиков.
В 13 лет потерял родителей. Поэтому вскоре, после некоторых колебаний, принимает решение удалиться в монастырь.

### Монастырь
В монастырских стенах провёл пять лет. Основную часть свободного времени выделял на чтение любимых им классических авторов и на усовершенствование своих познаний в латинском и греческом языках, монастырский быт был чужд ему.
В скором времени обращает на себя внимание влиятельных меценатов выдающимися познаниями, блестящим умом и необыкновенным искусством владеть изящной латинской речью. Епископ Камбре взял его к себе в секретари для ведения переписки на латыни.
Благодаря подобным церковным покровителям Эразм смог оставить монастырь, дать простор своим давнишним влечениям к гуманистической науке и побывать во всех главных центрах гуманизма того времени. Из Камбре он перебрался в Париж, который в ту пору ещё оставался центром схоластической учёности.

### Признание
В Париже Эразм издал своё первое крупное сочинение — «Adagia», сборник изречений и анекдотов, извлечённых из сочинений различных античных писателей. Эта книга сделала имя Эразма известным в гуманистических кругах всей Европы. После нескольких лет пребывания во Франции совершил путешествие в Англию, где его встретили с радушным гостеприимством и почётом, как известного гуманиста.
Он сдружился здесь со многими гуманистами, в особенности с Томасом Мором, автором романа «Утопия», Джоном Колетом, а позднее — с Джоном Фишером и принцем Генрихом, будущим королём Генрихом VIII. Вернувшись из Англии в 1499 году, Эразм ведёт некоторое время кочевую жизнь — последовательно посещает Париж, Орлеан, Лёвен, Роттердам. После нового путешествия в Англию в 1505—1506 г. Эразм получил, наконец, возможность побывать в Италии, куда его давно влекло.
В Италии Эразм встретил почётный, местами восторженный, приём. Туринский университет поднёс ему диплом на звание почётного доктора богословия; Папа, в знак особого своего благоволения к Эразму, дал ему разрешение вести образ жизни и одеваться сообразно обычаям каждой страны, где ему приходилось жить.
После двух лет путешествия по Италии последовательно побывал в Турине, в Болонье, во Флоренции, в Венеции, в Падуе, в Риме, в третий раз отправился в Англию, куда его настоятельно приглашали его друзья, и где незадолго перед тем вступил на престол большой его почитатель Генрих VIII. Во время этого путешествия была, по словам самого Эразма, написана им знаменитая сатира «Похвала глупости». Оксфордский и Кембриджский университеты предложили ему профессуру.

### Преподавание в Кембридже
Эразм остановил свой выбор на Кембридже, где «канцлером университета» был один из его близких знакомых, епископ Фишер. Здесь Эразм в течение нескольких лет преподавал греческий язык в качестве одного из редких в ту пору знатоков этого языка, и читал богословские курсы, в основу которых им был положен подлинный текст Нового Завета. Это было большим новшеством в ту пору, так как большинство богословов того времени продолжало следовать в своих курсах средневековому схоластическому методу, который сводил всю богословскую науку к изучению трактатов Дунса Скота, Фомы Аквинского и ещё нескольких излюбленных средневековых авторитетов.
Характеристике этих адептов схоластического богословия Эразм посвятил несколько страниц в своей «Похвале глупости».
«Они до такой степени поглощены своим усладительным вздором, что, проводя за ними дни и ночи, не находят уже ни минуты времени для того, чтобы хоть раз перелистывать Евангелие или Послания апостола Павла. Но, занимаясь своим учёным вздором, они вполне уверены, что на их силлогизмах так же держится вселенская церковь, как небо — на плечах Атласа, и что без них церковь не продержалась бы и минуты»
В 1511 году Эразм был удостоен чести стать Профессором богословия леди Маргарет Кембриджского университета.
Спустя два года, ссылаясь на неприветливый и нездоровый климат Англии, в 1513 году Эразм отправился в Германию. Два года, проведённые им здесь, были двумя годами нового путешествия по всей Германии. Здесь он познакомился с Ульрихом Цазием. Но вскоре его потянуло в Англию, куда он снова отправился в 1515 году.

### При дворе Карла V
В следующем году Эразм опять перекочевал на континент, и уже навсегда.
На этот раз он нашёл себе могущественного мецената в лице Карла Испанского (будущего императора Священной Римской империи Карла V). Последний пожаловал ему чин «королевского советника», не связанный ни с какими реальными функциями, ни даже с обязанностью пребывания при дворе, но дававший жалованье в 421 флоринов. Это создало для Эразма вполне обеспеченное положение, избавлявшее его от всяких материальных забот, и предоставило возможность всецело отдаться своей страсти к научным занятиям. С этих пор, действительно, научная и литературная продуктивность Эразма возрастает. Новое назначение, однако, не заставило Эразма отказаться от своей непоседливости — он побывал в Брюсселе, в Лувене, в Антверпене, во Фрайбурге, в Базеле. Лишь в последние годы своей жизни он окончательно утвердил свою оседлость в последнем из названных городов, где и окончил дни свои; он умер в ночь на 12 июля 1536 года.

## Характеристика, этническая принадлежность

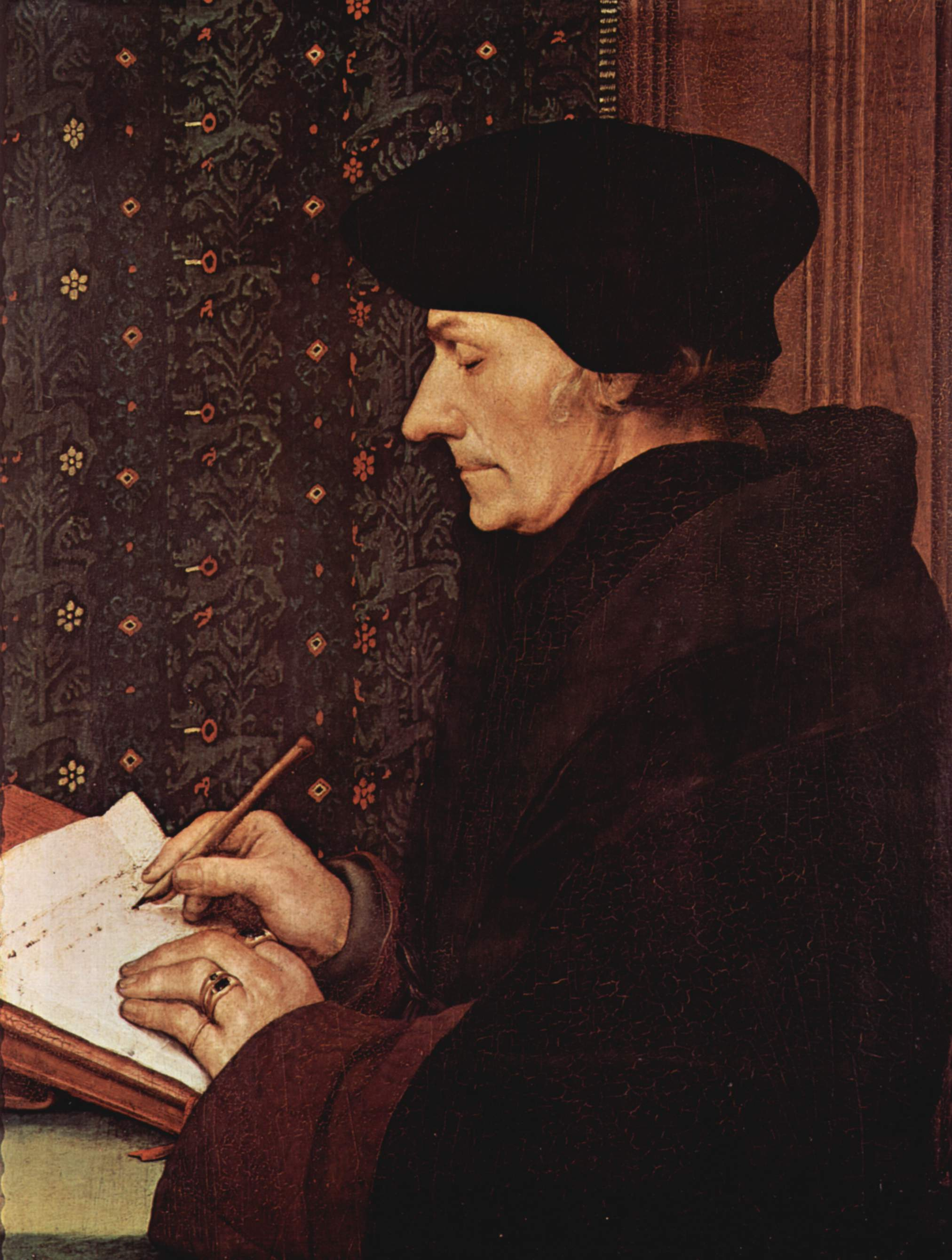
Г. Гольбейн Младший. Эразм Роттердамский. 1528. Дерево, масло. Лувр, Париж

Эразм принадлежит к старшему поколению англо-германских гуманистов, поколению «рейхлиновскому», хотя и к числу старших представителей последнего (он был на 12 лет моложе Рейхлина); но по характеру своей литературной деятельности, по её сатирическому оттенку, он уже в значительной степени примыкает к гуманистам младшего, «гуттеновского» поколения. Впрочем, его нельзя отнести вполне ни к какой определённой группе гуманистов: он был «человек сам по себе», как характеризуют его в «Письмах тёмных людей» (см. Гуттен).
Германец по своей принадлежности к империи, голландец по крови и по месту рождения, Эразм менее всего был похож на голландца по своему подвижному, живому, сангвиническому темпераменту, и, может быть, именно потому так скоро отбился от своей родины, к которой никогда не обнаруживал никакого особенного влечения. Германия, с которой его связывало подданство «императору», и в которой он провёл большую часть своей скитальческой жизни, не стала для него второй родиной; немецкий патриотизм, которым было одушевлено большинство германских гуманистов, остался совершенно чужд Эразму, как и вообще всякий патриотизм. Германия была в его глазах его родиной не более, чем Франция, где он провёл несколько лучших лет своей жизни.
Сам Эразм относился вполне безразлично к своей этнической принадлежности. «Меня называют батавом, — говорит он в одном из своих писем; — но лично я в этом не вполне уверен; очень может быть, что я голландец, но не надо забывать, что я родился в той части Голландии, которая гораздо ближе к Франции, чем к Германии». В другом месте он выражается о себе не менее характерным образом: «Я вовсе не хочу утверждать, что я — француз, но не нахожу нужным и отрицать этого». Можно сказать, что настоящей духовной родиной Эразма был античный мир, где он чувствовал себя, действительно, как дома.
Характерно и то, что под конец жизни Эразм, после долгих скитаний по свету, избрал местом постоянной оседлости имперский город Базель, имевший, по своему географическому и политическому положению и по составу своего населения, международный, космополитический характер.

## Влияние на современников и великий гуманист
Совершенно особое место занимает Эразм в истории германского гуманизма также и по тому небывало почётному и влиятельному положению в обществе, какое — впервые в европейской истории — получил в его лице человек науки, литературы и искусства.
До Эразма история не знает ни одного подобного явления, да такого и не могло быть ранее распространения книгопечатания, давшего в руки людям мысли небывало мощное орудие влияния.
После Эразма, за всё продолжение новой истории, можно указать лишь один аналогичный факт: то совершенно исключительное положение, которое выпало на долю Вольтера в апогее его литературной славы, во второй половине XVIII в. «От Англии до Италии — говорит один современник Эразма, — и от Польши до Венгрии гремела его слава». Могущественнейшие государи Европы того времени, Генрих VIII Английский, Франциск I Французский, Папы, кардиналы, прелаты, государственные люди и самые известные учёные считали за честь находиться с ним в переписке. Папская курия предлагала ему кардинальство; баварское правительство высказывало готовность назначить ему крупную пенсию за то только, чтобы он избрал Нюрнберг местом своего постоянного жительства. Во время поездок Эразма некоторые города устраивали ему торжественные встречи, как государю. Его называли «оракулом Европы», к нему обращались за советами не только люди науки — по различным научным и философским вопросам, но и государственные люди, даже государи — по различным вопросам политическим. Как гуманист, Эразм всего ближе примыкает к Рейхлину: и тот, и другой являются выдающимися носителями того научного духа, духа исследования и точного знания, который составляет одну из наиболее существенных черт в характеристике гуманизма вообще.

## Филолог
Эразма вместе с Иоганном Рейхлином современники называли «двумя очами Германии».
Подобно Рейхлину, Эразм — владевший латынью не хуже, чем своим родным языком, — много работал над собиранием рукописей классических авторов и над критическим изданием их сочинений. Наряду с Рейхлином, Эразм был одним из немногих в то время знатоков греческого языка и литературы. Об авторитете, которым пользовался Эразм в области греческой филологии, можно судить, например, по тому факту, что его мнение относительно способа произношения некоторых гласных греческой азбуки (эты и дифтонгов) получило всеобщее признание как в Германии, так и в некоторых других странах, наперекор укоренившейся традиции, поддерживавшейся авторитетом учителей-греков.
Эразм был известен современникам и как переводчик с древнегреческого на более известный читающей публике латинский язык. В 1503 году он перевёл декламации Либания (опубликованы в 1519 году в Лёвене), а примерно в 1503—1504 годах — трагедию «Гекуба» Еврипида. Не позднее 1506 года Эразм начал переводить «Подагру» Лукиана, но вскоре бросил. В 1506 году Эразм перевёл другую трагедию Еврипида — «Ифигению», — и в том же году опубликовал обе пьесы в латинском переводе в Париже. Тогда же Эразм перевёл и опубликовал ряд сочинений Лукиана. В 1511—1512 годах Эразм вернулся к переводам из Лукиана, подготовив материал для нового сборника (издан в 1514 году в Париже). В 1512 году Эразм перевёл несколько трактатов Плутарха (опубликованы в 1514 году в Базеле), в 1515—1516 годах — речь Исократа к Никоклу, а в 1525—1526 перевёл ещё несколько малых трактатов Плутарха. В 1526 году Эразм перевёл на латинский язык медицинский трактат Галена. К 1530 году Эразм закончил начатый ранее перевод диалога «Гиерон» Ксенофонта. Филипп Меланхтон предлагал Эразму заняться переводом речей Эсхина и Демосфена, но тот отказался.
Сочинения Лукиана, с которыми он близко познакомился благодаря переводам, оказали значительное влияние на самостоятельное творчество Эразма. С его работами Эразм познакомился не позднее 1499 года, когда он цитировал «Правдивую историю» в одном из писем. В 1505—1506 годах Эразм заручился поддержкой своего друга Томаса Мора, и вместе они начали переводить сочинения древнегреческого автора. Инициатор совместного проекта неизвестен, и не исключается, что первоначально целями перевода Лукиана для друзей были совершенствование познаний в древнегреческом языке и получение удовольствия от совместной работы. Эразм и Мор подготовили переводы нескольких сочинений для сборника, опубликованного уже в ноябре 1506 года в Париже. Впоследствии Эразм стал известным ценителем и пропагандистом творчества Лукиана. Он высоко ценил его остроумие, сатиру на человеческую глупость, одобрял обличение суеверий, лицемерия и учёной претенциозности, полагал, что сатира древнегреческого автора актуальна и в Новое время. Эразм неоднократно отмечал, что остроумие Лукиана не просто заставляет смеяться, но также заставляет задуматься и способствует моральной рефлексии. Кроме того, он признавал и стилистические достоинства греческого автора. В ряде оригинальных работ Эразма прослеживается прямое и косвенное влияние Лукиана. По признанию самого Эразма, в качестве моделей «Похвалы глупости» он ориентировался в том числе на парадоксальные энкомии Лукиана — «Похвалу мухе» и «Паразита». Введение же написано по модели «Правдивой истории». «Разговоры запросто» Эразма написаны под значительным влиянием сочинений древнегреческого автора, которое проявилось и в содержании. В небольшом диалоге «Харон» Эразм прямо подражал малым диалогам Лукиана.

## Богослов
Эразм также впервые применил в широком масштабе научные приёмы работы в области богословия. Его критические издания Нового Завета и отцов Церкви положили основание научному богословию на Западе, вместо господствовавшей до тех пор схоластики. В частности, Эразм в значительной степени подготовил почву для протестантского богословия, не только своими изданиями богословских текстов, но отчасти также и некоторыми из своих богословских идей (например, своим учением о свободе воли).
Таким образом, Эразм, который, в особенности в позднейшую пору своей жизни, настойчиво открещивался от всякой солидарности как с Лютером, так и с другими церковными реформаторами, оказался, наперекор своему желанию, в роли одного из родоначальников протестантской догматики. В этом пункте литературно-научная деятельность Эразма соприкасается положительным образом с реформационным движением; но она соприкасается с последним также — и, быть может, в большей ещё степени — и отрицательным образом, поскольку в своих сатирических произведениях Эразм выступает изобличителем различных отрицательных сторон современной ему церковной действительности в католическом мире.

## Сатирик

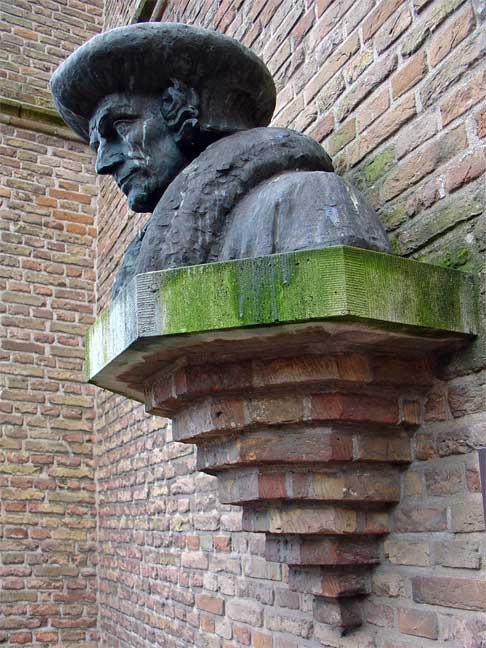
Бюст Эразма в родном городе Гауда

Из сатирических произведений, благодаря которым научно-литературная деятельность его получила широкое общественное значение и обусловила его выдающееся место не только в истории литературы, но и во всеобщей истории, особенно выдающееся значение имеет «Похвала глупости» (Moriæ-Encomium, sive Stultitiæ Laus). Это небольшое сочинение написано было Эразмом, — по его собственным словам, от нечего делать — во время продолжительного, при путях сообщения того времени, переезда его из Италии в Англию в 1509 году. Сам Эразм смотрел на это своё произведение, как на литературную безделку, — но своей литературной знаменитостью и своим местом в истории он обязан этой безделке во всяком случае не в меньшей степени, чем своим многотомным учёным трудам.
Изданная в первый раз в Париже в 1511 году, сатира Эразма выдержала в несколько месяцев до семи изданий; всего при его жизни она была переиздана в разных местах не менее 40 раз. Изданный в 1898 году дирекцией университетской библиотеки в Генте (Бельгия) «предварительный» и, следовательно, подлежащий дополнению список изданий сочинений Эразма насчитывает для «Похвалы глупости» более двухсот изданий (считая в том числе и переводы).
Этот беспримерный успех объясняется многими обстоятельствами, между которыми громкое уже и тогда имя автора играло не последнюю роль. Но главные его условия лежали в самом произведении, в удачном замысле и его блестящем выполнении. Эразму пришла удачная мысль — взглянуть на окружающую его современную действительность, а также на всё человечество, на весь мир с точки зрения глупости.
Эта точка зрения, исходившая из такого общечеловеческого, присущего «всем временам и народам» свойства, как глупость, дала автору возможность, затрагивая массу животрепещущих вопросов современности, в то же время придать своим наблюдениям над окружающей действительностью характер всеобщности и принципиальности, осветить частное и единичное, случайное и временное с точки зрения всеобщего, постоянного, закономерного, нарисовать сатирический портрет всего человечества. Этот общечеловеческий характер, являясь одной из привлекательных сторон произведения, для современных автору читателей, в то же время предохранил его от забвения в будущем. Благодаря именно ему, «Похвала Глупости» заняла место в ряду нестареющих произведений человеческого слова — не в силу художественной красоты формы, а вследствие присутствия того общечеловеческого элемента, который делает его понятным и интересным для всякого человека, к какому бы времени, к какой бы нации, к какому бы слою общества он ни принадлежал.
Господствующий тон сатиры Эразма — юмористический, а не саркастический. Смех его проникнут в основном благодушным юмором, часто тонкой иронией, почти никогда — бичующим сарказмом. В сатирике чувствуется не столько негодующий моралист с нахмуренным челом и пессимистическим взглядом на окружающее, сколько жизнерадостный гуманист, взирающий на жизнь с оптимистическим благодушием и в отрицательных её сторонах видящий преимущественно предлог для того, чтобы от души посмеяться и побалагурить.
По форме своей «Похвала Глупости» представляет собой пародию на панегирик — форму, в то время пользовавшуюся большой популярностью; оригинальным является здесь лишь то, что панегирик в данном случае произносится не от лица автора или другого постороннего оратора, а влагается в уста самой олицетворённой глупости.

## Педагог

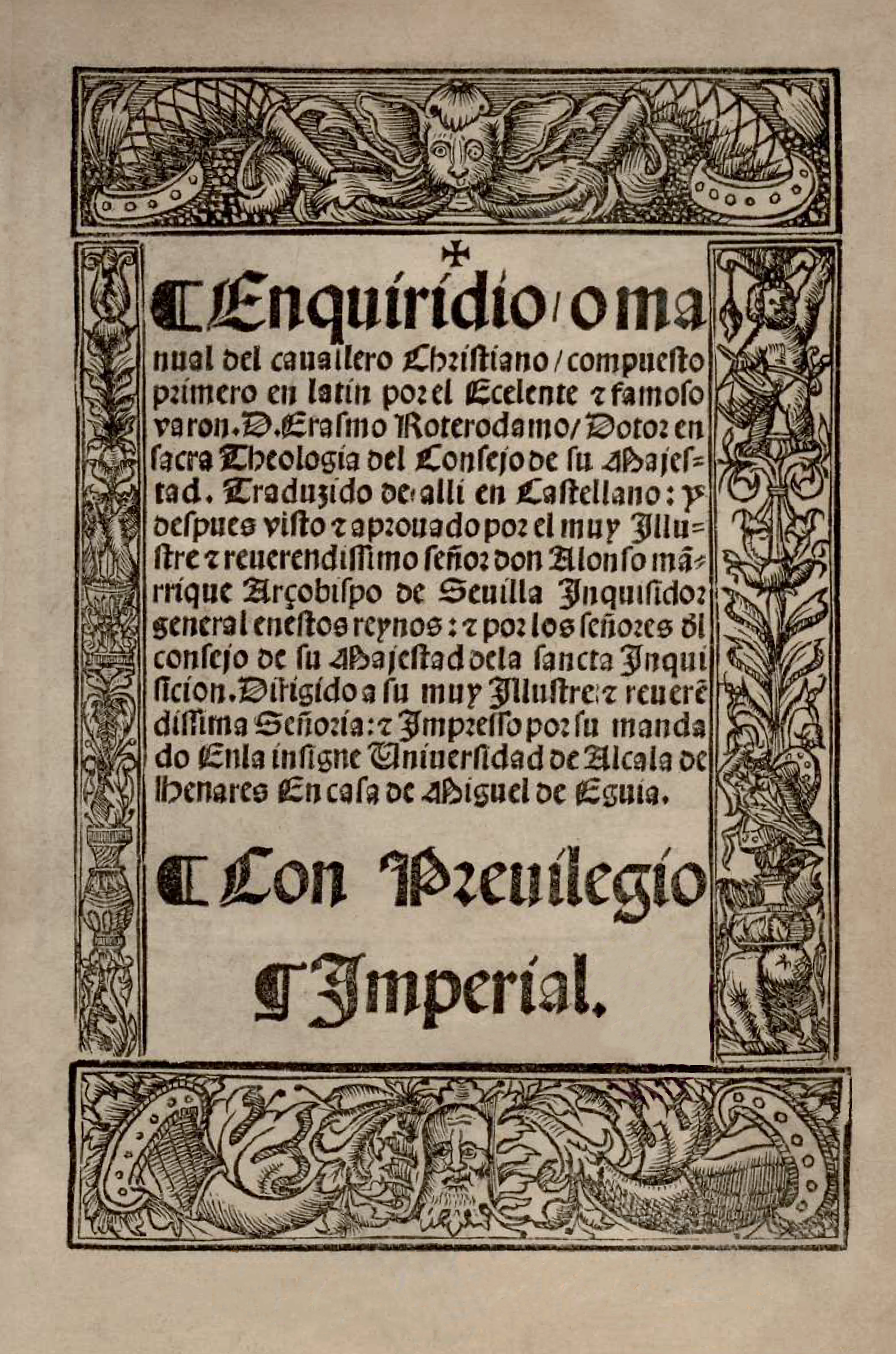
Enchiridion militis Christiani (1503).

Основные идеи, на которых построена педагогика Эразма:
1. Людьми не рождаются, но делаются путём воспитания;
2. Человека человеком делает разум;
3. Человек обладает свободной волей, и только поэтому возможна его моральная и юридическая ответственность;
4. Выступал против всякого насилия и войн;
5. Ребёнка надо правильно воспитывать с самого рождения. Лучше, если это делают родители. Если они не могут это делать сами, то должны подобрать хорошего учителя;
6. Ребёнку надо дать умственное и нравственное воспитание;
7. Важно физическое развитие.

В своём основном педагогическом трактате «О первоначальном воспитании детей», а также в других трудах по вопросам воспитания («О благовоспитанности детей», «Беседы», «Метод обучения», «Способ писать письма») Эразм определил необходимость сочетания античной и христианской традиций при выработке педагогических идеалов, а также принцип активности воспитанника (врождённые способности могут быть реализованы лишь через напряжённый труд).
Выступил на защиту ребёнка, на защиту детства, что явилось принципиально новым в понимании детства и роли воспитания, новым в педагогике. Считал, что ребёнок имеет право на правильное воспитание. Внутренний мир ребёнка — это божественный мир, и к нему нельзя относиться с жестокостью. Резко выступил против жестокости средневековой школы, которую назвал «пыточной камерой», где ничего не услышишь кроме шума розог и палок, криков боли и рыданий, неистовой ругани. Что другое может вынести ребёнок отсюда, кроме ненависти к науке? Протест Эразма против жестокости по отношению к детям был величайшим актом гуманизма, положившим начало поиску форм воспитания, исключающих насилие. Одним из первых Эразм заговорил о собственно народном образовании, а провозглашение отношения к труду критерием нравственности поставило его в ряд самых прогрессивных мыслителей той эпохи.

### Организация воспитания и обучения
Воспитание является целью, обучение — средством. Главным в воспитании выступает правильно поставленное образование. Правильно поставленным образованием является классическое, в основе которого лежат латинский и древнегреческий языки и античная культура. Ребёнку надо дать раннее научное образование. Начинать нужно с 3 лет.
Обучать сначала языкам, к которым малый ребёнок очень восприимчив. Учить надо играя. Эразм предлагает различные игры для обучения чтению, письму, но предупреждает, чтобы игры не были излишне сложными. Особое внимание при обучении детей нужно уделять тренировке памяти, так как от неё зависят все дальнейшие успехи ребёнка в обучении. Требовал учитывать собственную активность и деятельность ребёнка. В процессе обучения ребёнок и воспитатель должны относиться друг к другу с любовью, поскольку «первый шаг в обучении есть любовь к учителю».
Эразм вновь открыл для мира такое явление, как мир ребёнка, мир детства. Многие педагогические взгляды Эразма были новаторскими для своего времени и сохраняют значение по сей день. Его гуманистические идеи оказали большое влияние на теорию и практику педагогики.

## Сочинения
- «Пословицы»
- «Похвала глупости»
- «Разговоры запросто»
- «Воспитание христианского государя»
- «Жалоба мира, отовсюду изгнанного и повсюду сокрушённого»
- «Диатриба, или Рассуждение о свободе воли»
- «О приличии детских нравов»

## Издания на русском языке
- Эразм Роттердамский Похвала глупости; пер. с латин. с введ. и примеч. проф. П. Н. Ардашева. — 2-е изд., испр. — Юрьев: Тип. К. Маттисена, 1903. — 168 с.
- Роттердамский Эразм. Похвальное слово Глупости / Пер. и коммент. П. К. Губера. — М.—Л.: Academia, 1931. — 240 с. — (Сокровища мировой литературы). — 5300 экз.
- Эразм Роттердамский. Похвальное слово глупости. Dомашние беседы / Пер. и коммент. П. К. Губера и М. М. Покровского. — М.: Гослитиздат, 1938. — 600 с.
- Себастиан Брант. Корабль дураков; Эразм Роттердамский. Похвала глупости. Навозник гонится за орлом. Разговоры запросто; Письма тёмных людей; Ульрих фон Гуттен. Диалоги / Пер. с нем. и латинского. — М.: Художественная литература, 1971. — 768 с. — (Библиотека всемирной литературы). — 300 000 экз.
- Эразм Роттердамский. Стихотворения; Иоанн Секунд. Поцелуи / Изд. подг. М. Л. Гаспаров, С. В. Шервинский, Ю. Ф. Шульц. — М.: Наука, 1983. — 320 с. — (Литературные памятники). — 100 000 экз.
- Эразм Роттердамский. Философские произведения / Пер. и коммент. Ю. М. Каган. — М.: Наука, 1986. — 704 с. — (Памятники философской мысли). — 100 000 экз.